# Rokliny
Rokliny (do roku 1948 Šropengrunt, něm. Schroppengrund) jsou vesnice (osada), která je místní částí (základní sídelní jednotkou) obce Černá Voda. Rozkládají se na sever od samotné Černé Vody na silnici do Staré Červené Vody.

## Historie
Pozemky v místě, které se v 16. století označuje jako Kubengrunt (Kubův důl), získal v roce 1616 rod Mikuschů von Buchberg (o rok později se stali černovodskými fojty) a v 17. století zde založili menší osadu Šropengrunt, snad ve smyslu statku či údolí náležejícího rodině Schroppů. Mikuschové v té době získali též statek Dolní Červená Voda, ke kterému Rokliny patřily až do konce patrimoniální správy v roce 1850; v té době ho již však držel rod hrabat von Sternberg-Rudelsdorf, kterým jej Ernst Mikusch von Buchberg prodal roku 1797. Až roku 1869 byly připojeny jako osada k Černé Vodě. V osadě byly umístěny fojtské podniky - pivovar, pálenice a pila. Po odsunu Němců nebyla nikdy zcela dosídlena; nynějších (2001) 19 obyvatel je jen desetina předválečného počtu.

### Vývoj počtu obyvatel
| Rok            | 1836 | 1900 | 1930 | 2001 |
| -------------- | ---- | ---- | ---- | ---- |
| Počet obyvatel | 223  | 203  | 204  | 19   |

1. ↑  všichni Němci a řím. kat.

## Zajímavosti
- klasicistní kaple Narození P. Marie z přelomu 18. a 19. století (kulturní památka)[5]

## Fotogalerie

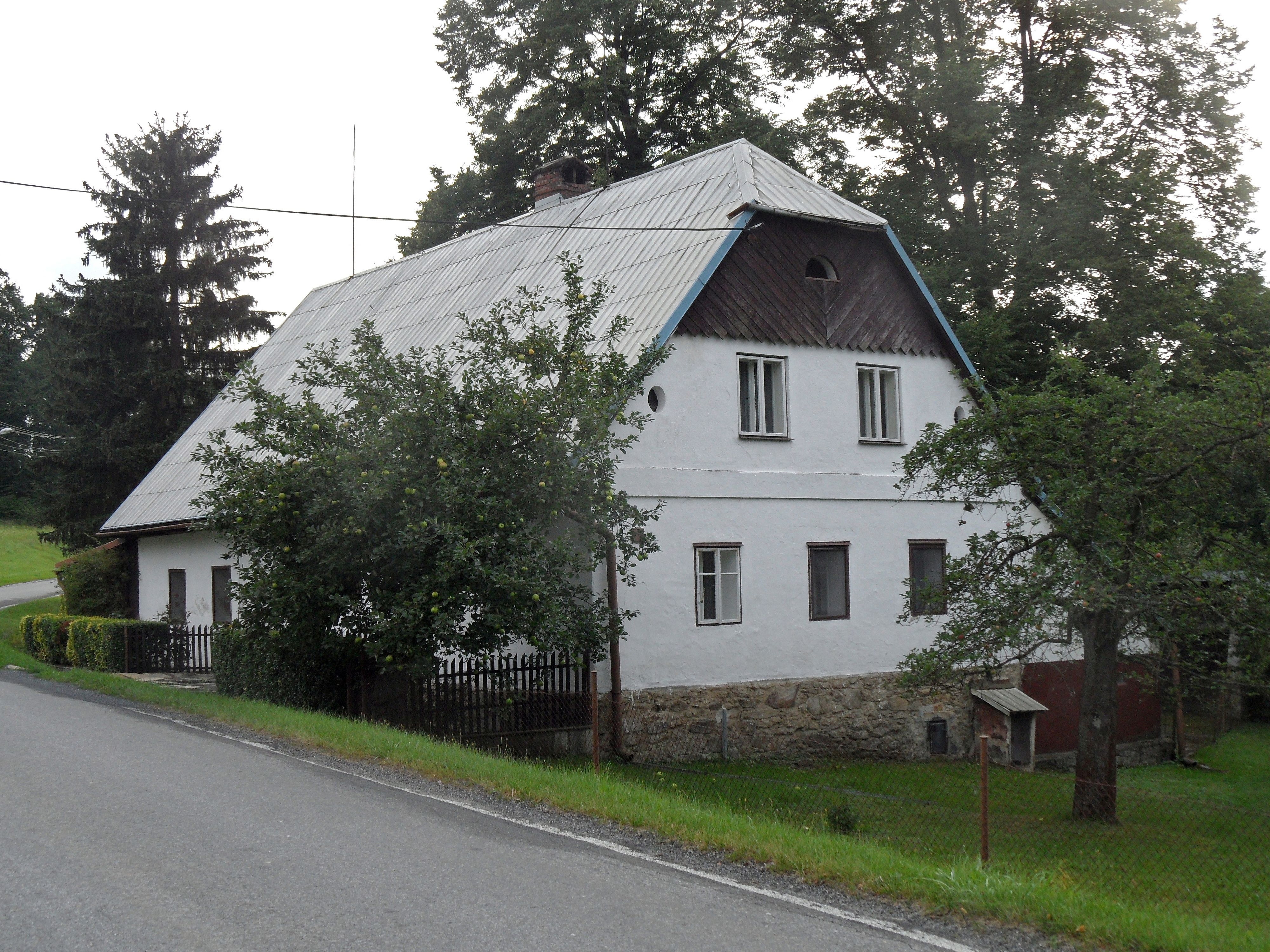
Chalupa
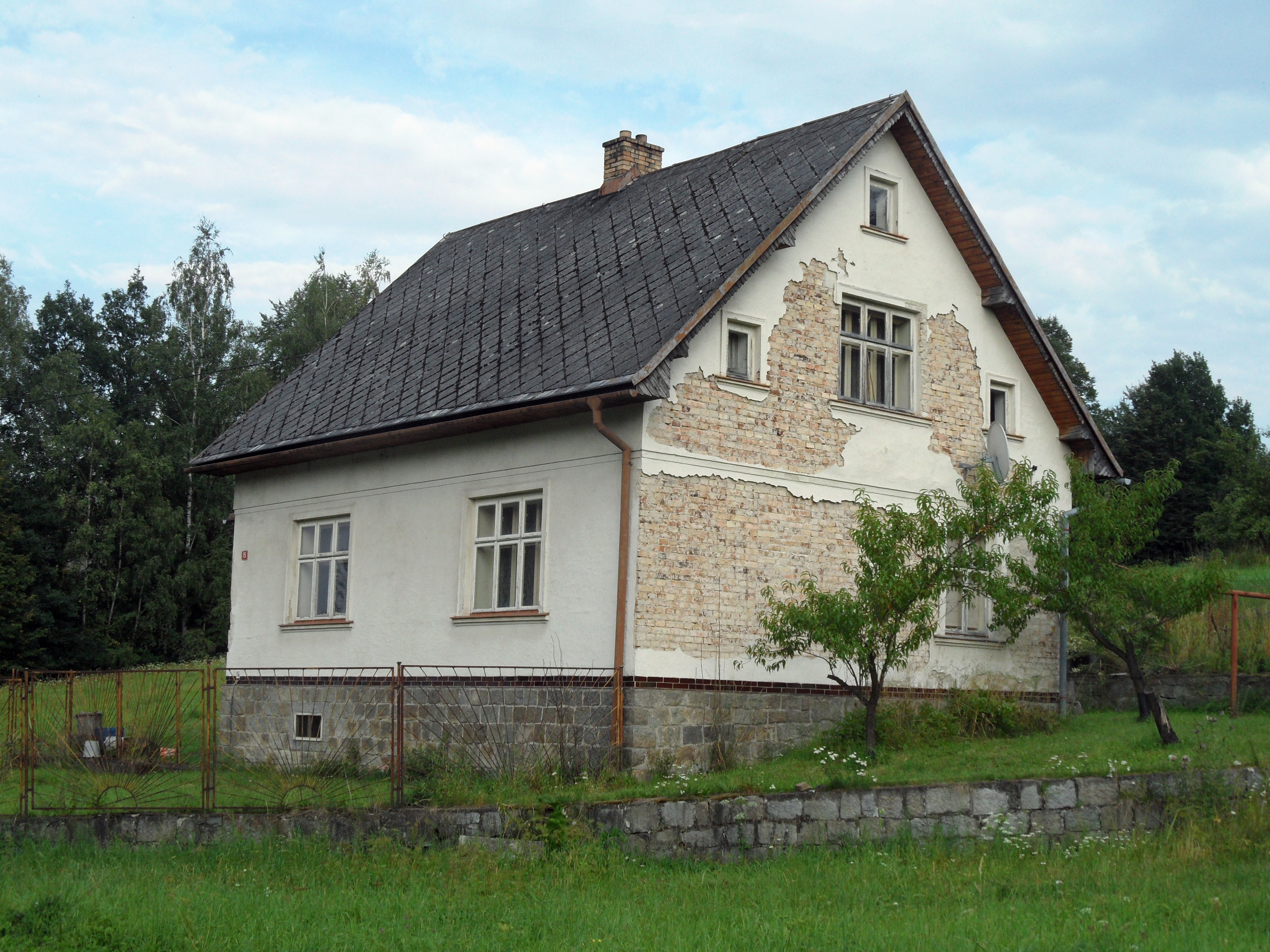
Dům
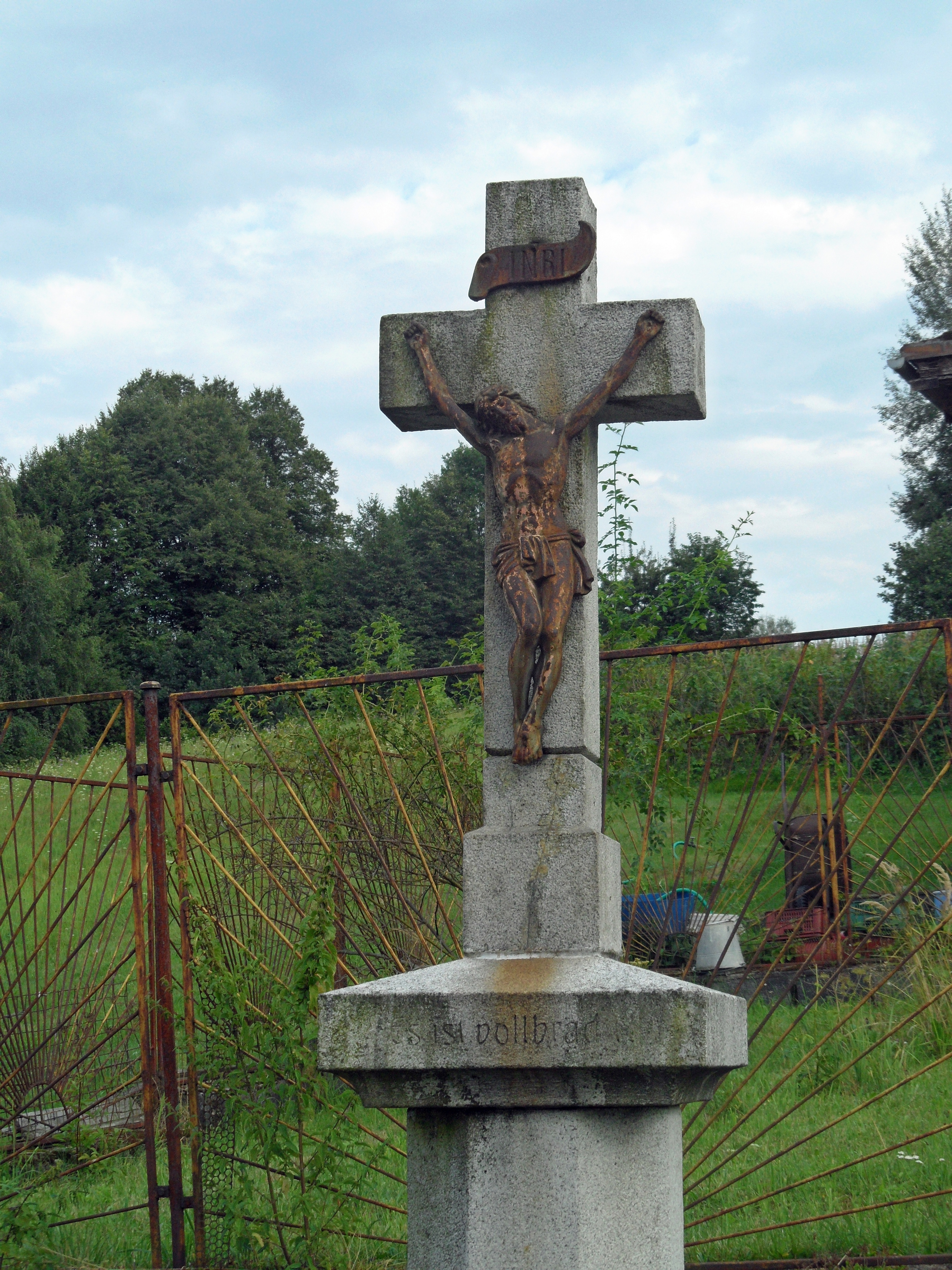
Detail křížku